# Halowe Mistrzostwa Świata w Lekkoatletyce 2003 – siedmiobój mężczyzn
Siedmiobój mężczyzn – jedna z konkurencji rozgrywanych podczas halowych mistrzostw świata w lekkoatletyce w 2003, zmagania w niej odbyły się w dniach 15-16 marca.
Do konkursu zgłoszonych zostało 8 zawodników z 6 państw.
Zawody w tej konkurencji wygrał reprezentant Stanów Zjednoczonych Tom Pappas. Drugą pozycję zajął zawodnik z Rosji Lew Łobodin, trzecią zaś reprezentujący Czechy Roman Šebrle.

## Wyniki

### Bieg na 60 m
Źródło: 
| Miejsce | Zawodnik             | Państwo           | Wynik | Uwagi |
| ------- | -------------------- | ----------------- | ----- | ----- |
| 1.      | Tom Pappas           | Stany Zjednoczone | 6,89  | PB    |
| 2.      | Lew Łobodin          | Rosja             | 6,95  |       |
| 3.      | Roman Šebrle         | Czechy            | 7,07  |       |
| 4.      | Erki Nool            | Estonia           | 7,08  |       |
| 5.      | Aleksandr Pogoriełow | Rosja             | 7,11  | PB    |
| 6.      | Jón Arnar Magnússon  | Islandia          | 7,14  |       |
| 7.      | Laurent Hernu        | Francja           | 7,15  |       |
| 8.      | Tomáš Dvořák         | Czechy            | 7,17  |       |

### Skok w dal
Źródło: 
| Miejsce | Zawodnik             | Państwo           | Podejście | Podejście | Podejście | Wynik | Uwagi |
| Miejsce | Zawodnik             | Państwo           | #1        | #2        | #3        | Wynik | Uwagi |
| ------- | -------------------- | ----------------- | --------- | --------- | --------- | ----- | ----- |
| 1.      | Jón Arnar Magnússon  | Islandia          | 7,63      | 7,46      | X         | 7,63  |       |
| 2.      | Roman Šebrle         | Czechy            | 7,48      | 7,45      | 7,62      | 7,62  |       |
| 3.      | Tom Pappas           | Stany Zjednoczone | 7,53      | 7,56      | X         | 7,56  | PB    |
| 4.      | Erki Nool            | Estonia           | X         | 7,38      | 5,69      | 7,38  |       |
| 5.      | Aleksandr Pogoriełow | Rosja             | 7,15      | 7,20      | 7,37      | 7,37  |       |
| 6.      | Laurent Hernu        | Francja           | 7,14      | 7,34      | 7,10      | 7,34  |       |
| 7.      | Lew Łobodin          | Rosja             | 6,98      | 7,07      | 7,22      | 7,22  |       |
| 8.      | Tomáš Dvořák         | Czechy            | 7,21      | X         | X         | 7,21  |       |

### Pchnięcie kulą
Źródło: 
| Miejsce | Zawodnik             | Państwo           | Podejście | Podejście | Podejście | Wynik | Uwagi |
| Miejsce | Zawodnik             | Państwo           | #1        | #2        | #3        | Wynik | Uwagi |
| ------- | -------------------- | ----------------- | --------- | --------- | --------- | ----- | ----- |
| 1.      | Lew Łobodin          | Rosja             | 16,20     | 16,03     | 16,51     | 16,51 |       |
| 2.      | Tom Pappas           | Stany Zjednoczone | 15,87     | 15,78     | 16,23     | 16,23 | PB    |
| 3.      | Jón Arnar Magnússon  | Islandia          | 15,31     | 16,20     | 15,55     | 16,20 |       |
| 4.      | Tomáš Dvořák         | Czechy            | 15,46     | 15,99     | 16,00     | 16,00 |       |
| 5.      | Roman Šebrle         | Czechy            | 15,20     | X         | 14,85     | 15,20 |       |
| 6.      | Aleksandr Pogoriełow | Rosja             | 14,33     | 14,06     | 14,87     | 14,87 |       |
| 7.      | Laurent Hernu        | Francja           | 13,92     | 13,84     | 14,07     | 14,07 |       |
| –       | Erki Nool            | Estonia           | X         | X         | X         | NM    |       |

### Skok wzwyż
Źródło: 
| Miejsce | Zawodnik             | Państwo           | Wysokość (m) | Wysokość (m) | Wysokość (m) | Wysokość (m) | Wysokość (m) | Wysokość (m) | Wysokość (m) | Wysokość (m) | Wysokość (m) | Wysokość (m) | Wysokość (m) | Wysokość (m) | Wysokość (m) | Wynik | Uwagi |
| Miejsce | Zawodnik             | Państwo           | 1,84         | 1,87         | 1,90         | 1,93         | 1,96         | 1,99         | 2,02         | 2,05         | 2,08         | 2,11         | 2,14         | 2,17         | 2,20         | Wynik | Uwagi |
| ------- | -------------------- | ----------------- | ------------ | ------------ | ------------ | ------------ | ------------ | ------------ | ------------ | ------------ | ------------ | ------------ | ------------ | ------------ | ------------ | ----- | ----- |
| 1.      | Tom Pappas           | Stany Zjednoczone | –            | –            | –            | –            | O            | –            | O            | –            | O            | O            | O            | XO           | XXX          | 2,17  |       |
| 2.      | Aleksandr Pogoriełow | Rosja             | –            | –            | –            | –            | O            | –            | O            | O            | O            | XXO          | XXX          | –            | –            | 2,11  | PB    |
| 3.      | Roman Šebrle         | Czechy            | –            | –            | –            | –            | O            | –            | XO           | O            | O            | XXX          | –            | –            | –            | 2,08  |       |
| 4.      | Lew Łobodin          | Rosja             | –            | –            | O            | –            | XO           | O            | XO           | O            | XXX          | –            | –            | –            | –            | 2,05  |       |
| 5.      | Jón Arnar Magnússon  | Islandia          | –            | O            | –            | O            | O            | O            | O            | XXX          | –            | –            | –            | –            | –            | 2,02  |       |
| 6.      | Tomáš Dvořák         | Czechy            | O            | –            | O            | –            | O            | O            | XXO          | XXX          | –            | –            | –            | –            | –            | 2,02  |       |
| 7.      | Laurent Hernu        | Francja           | –            | –            | –            | O            | XXO          | O            | XXO          | XXX          | –            | –            | –            | –            | –            | 2,02  |       |
| –       | Erki Nool            | Estonia           | DNS          | DNS          | DNS          | DNS          | DNS          | DNS          | DNS          | DNS          | DNS          | DNS          | DNS          | DNS          | DNS          | DNS   |       |

### Bieg na 60 m przez płotki
Źródło: 
| Miejsce | Zawodnik             | Państwo           | Wynik | Uwagi |
| ------- | -------------------- | ----------------- | ----- | ----- |
| 1.      | Tom Pappas           | Stany Zjednoczone | 7,80  | PB    |
| 2.      | Lew Łobodin          | Rosja             | 7,89  |       |
| 3.      | Roman Šebrle         | Czechy            | 8,02  |       |
| 4.      | Aleksandr Pogoriełow | Rosja             | 8,03  | PB    |
| 5.      | Laurent Hernu        | Francja           | 8,03  |       |
| 6.      | Tomáš Dvořák         | Czechy            | 8,04  |       |
| 7.      | Jón Arnar Magnússon  | Islandia          | 8,06  |       |

### Skok o tyczce
Źródło: 
| Miejsce | Zawodnik             | Państwo           | Wysokość (m) | Wysokość (m) | Wysokość (m) | Wysokość (m) | Wysokość (m) | Wysokość (m) | Wysokość (m) | Wysokość (m) | Wysokość (m) | Wysokość (m) | Wysokość (m) | Wynik | Uwagi |
| Miejsce | Zawodnik             | Państwo           | 4,30         | 4,50         | 4,60         | 4,70         | 4,80         | 4,90         | 5,00         | 5,10         | 5,20         | 5,30         | 5,40         | Wynik | Uwagi |
| ------- | -------------------- | ----------------- | ------------ | ------------ | ------------ | ------------ | ------------ | ------------ | ------------ | ------------ | ------------ | ------------ | ------------ | ----- | ----- |
| 1.      | Lew Łobodin          | Rosja             | –            | –            | –            | –            | O            | –            | O            | O            | O            | O            | XXX          | 5,30  | PB    |
| 2.      | Jón Arnar Magnússon  | Islandia          | –            | –            | O            | –            | O            | O            | XO           | XO           | XXX          | –            | –            | 5,10  | PB    |
| 3.      | Roman Šebrle         | Czechy            | –            | O            | –            | XXO          | O            | O            | XO           | XXX          | –            | –            | –            | 5,00  | PB    |
| 4.      | Tom Pappas           | Stany Zjednoczone | –            | –            | O            | –            | O            | O            | XXX          | –            | –            | –            | –            | 4,90  |       |
| 5.      | Laurent Hernu        | Francja           | –            | –            | O            | –            | O            | XO           | XXX          | –            | –            | –            | –            | 4,90  |       |
| 6.      | Aleksandr Pogoriełow | Rosja             | –            | O            | –            | O            | O            | XXX          | –            | –            | –            | –            | –            | 4,80  |       |
| 7.      | Tomáš Dvořák         | Czechy            | O            | O            | O            | O            | XXX          | –            | –            | –            | –            | –            | –            | 4,70  |       |

### Bieg na 1000 m
Źródło: 
| Miejsce | Zawodnik             | Państwo           | Wynik   | Uwagi |
| ------- | -------------------- | ----------------- | ------- | ----- |
| 1.      | Tomáš Dvořák         | Czechy            | 2:41,79 |       |
| 2.      | Laurent Hernu        | Francja           | 2:41,83 | PB    |
| 3.      | Roman Šebrle         | Czechy            | 2:46,20 |       |
| 4.      | Jón Arnar Magnússon  | Islandia          | 2:47,60 |       |
| 5.      | Lew Łobodin          | Rosja             | 2:48,25 |       |
| 6.      | Tom Pappas           | Stany Zjednoczone | 2:51,65 | PB    |
| 7.      | Aleksandr Pogoriełow | Rosja             | 2:52,36 |       |

### Ostateczna klasyfikacja
| Miejsce | Zawodnik             | Państwo           | Konkurencje | Konkurencje | Konkurencje | Konkurencje | Konkurencje | Konkurencje | Konkurencje   | Wynik | Uwagi |
| Miejsce | Zawodnik             | Państwo           | 60m         | LJ          | SP          | HJ          | 60H         | PV          | 1000          | Wynik | Uwagi |
| ------- | -------------------- | ----------------- | ----------- | ----------- | ----------- | ----------- | ----------- | ----------- | ------------- | ----- | ----- |
| 01 !    | Tom Pappas           | Stany Zjednoczone | 922 (6,89)  | 950 (7,56)  | 865 (16,23) | 963 (2,17)  | 1033 (7,80) | 880 (4,90)  | 748 (2:51,65) | 6361  |       |
| 02 !    | Lew Łobodin          | Rosja             | 900 (6,95)  | 866 (7,22)  | 883 (16,51) | 850 (2,05)  | 1010 (7,89) | 1004 (5,30) | 784 (2:48,25) | 6297  |       |
| 03 !    | Roman Šebrle         | Czechy            | 858 (7,07)  | 965 (7,62)  | 802 (15,20) | 878 (2,08)  | 977 (8,02)  | 910 (5,00)  | 806 (2:46,20) | 6196  |       |
| 4.      | Jón Arnar Magnússon  | Islandia          | 833 (7,14)  | 967 (7,63)  | 864 (16,20) | 822 (2,02)  | 967 (8,06)  | 941 (5,10)  | 791 (2:47,60) | 6185  |       |
| 5.      | Tomáš Dvořák         | Czechy            | 823 (7,17)  | 864 (7,21)  | 851 (16,00) | 822 (2,02)  | 972 (8,04)  | 819 (4,70)  | 854 (2:41,79) | 6005  |       |
| 6.      | Aleksandr Pogoriełow | Rosja             | 844 (7,11)  | 903 (7,37)  | 782 (14,87) | 906 (2,11)  | 974 (8,03)  | 849 (4,80)  | 741 (2:52,36) | 5999  |       |
| 7.      | Laurent Hernu        | Francja           | 830 (7,15)  | 896 (7,34)  | 733 (14,07) | 822 (2,02)  | 974 (8,03)  | 880 (4,90)  | 853 (2:41,83) | 5988  |       |
| –       | Erki Nool            | Estonia           | 854 (7,08)  | 905 (7,38)  | DNS         | DNS         | DNS         | DNS         | DNS           | DNF   |       |